# Georg Naue
Georg Naue va ser un regatista alemany, que va competir a cavall del segle xix i el segle xx. El 1900 va prendre part en els Jocs Olímpics de París on participà en diferents proves del programa de vela. Guanyà dues medalles, una d'or en la 2a cursa de la modalitat d'1 a 2 tones, junt a Heinrich Peters, Ottokar Weise i Martin Wiesner, i una de plata en la categoria de Classe oberta amb la mateixa tripulació. En la primera cursa d'1 a 2 tones fou desqualificat.